# Tylsen
Tylsen ist eine Ortschaft und ein Ortsteil der Kreisstadt Salzwedel im Altmarkkreis Salzwedel in Sachsen-Anhalt, Deutschland.

## Geographie

### Lage
Tylsen, ein nach Süden straßendorfartig erweitertes Rundplatzdorf mit Kirche, liegt etwa 10 Kilometer südwestlich von Salzwedel in der Altmark am Flüsschen  Dumme.
Nachbarorte sind Osterwohle und Bombeck im Norden, Klein-Wieblitz im Nordosten, Groß-Wieblitz im Osten, Wallstawe im Süden und Wistedt im Westen.

### Ortschaftsgliederung
Zur Ortschaft Tylsen gehören die Ortsteile Tylsen und Niephagen.

## Geschichte

### Mittelalter bis Neuzeit
Die erste urkundliche Erwähnung von Tylsen als Tulci stammt aus dem Jahre 956, als Otto I. dem Stift Quedlinburg sechs Dörfer  aus der Marca Lipani schenkte. 1112 lautete der Name in einer Urkunde für das Kloster Hamersleben Dissili, der Besitz umfasste neun Hufen, 1178 waren dann sieben Hufen im Besitz des Klosters. Um 1150 hatte das Kloster St. Ludgeri in Helmstedt neun Hufen in Besitz und 1238 bestanden in Titole (vel Citele) Lehen des Grafen von Osterburg, der sie dem Abt Gerhard von Werden und Helmstedt überschrieb.
Letztere wurden von den von Alvensleben abgelöst, denen schließlich 1354 die von dem Knesebeck folgten. Im Landbuch der Mark Brandenburg von 1375 wird das Dorf als Tilsen aufgeführt, die von dem Knesebeck hatten hier Besitz. Diese lüneburg-altmärkische Familie besaß das Rittergut Tylsen bis zur Enteignung von 1945 und brachte zahlreiche hohe preußische Beamte und Offiziere hervor.
Angelegt wurde Tylsen um 800 als slawisches Platzdorf, entwickelte sich aber durch den Bau einer Burg und den Zuzug von Siedlern zu einem Straßendorf. Die Burg entstand von 1134 bis 1170 im Nordwesten der Ortschaft. An ihre Stelle traten später Wirtschaftsgebäude, teilweise auf Resten der alten Burg errichtet.
2014 wurde Tylsen im bundesweiten Wettbewerb „Unser Dorf hat Zukunft“ mit einer Bronzemedaille ausgezeichnet.

### Burg Tylsen und Altes Schloss

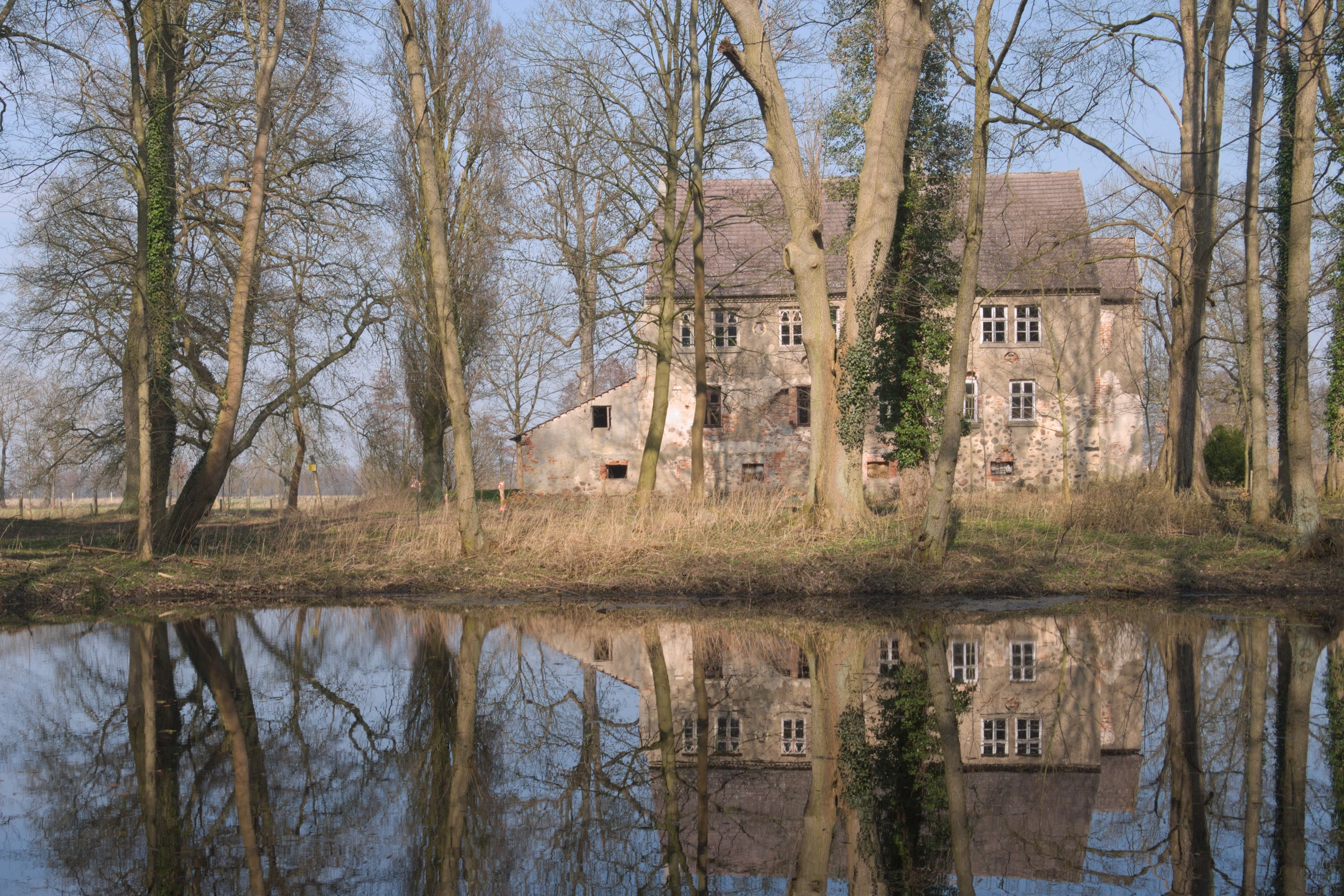
Ruine des alten Schlosses

Wilhelm Zahn schrieb 1909: „Nach der Wüstungskarte 1609 (Salzwedel) lag die alte Burg im nördlichen Teil des jetzigen Schloßgrabens, der Kirche des Dorfes Tylsen gegenüber, die westlich zwischen dem Park und der Dumme liegenden Wiesen heissen noch heute »hinter der Burg«“.
Das alte Schloss Tylsen, an der Stelle der alten Burg, liegt im Wiesengelände östlich der Dumme an der Nordwestecke des Dorfes gegenüber der Kirche. Paul Grimm schrieb 1958: „Die trapezförmige, etwa einen Meter erhöhte Burgfläche von etwa 40×60 Meter Größe war von einem 5–15 Meter breiten Graben umgeben, der zum Teil noch erhalten ist. Die Stelle ist mit jüngeren Gebäuden bebaut.“ Die Reste der Burgkapelle waren in der damaligen Schmiede erhalten, die heute eine Ruine ist.
Im August 1928 besuchte der Kunsthistoriker Udo von Alvensleben Tylsen. Er berichtete in seinen Tagebuchaufzeichnungen über seine Besichtigung der Bibliothek, die im alten Schloss aufgestellt war, die als eine der wenigen den Dreißigjährigen Krieg in der Altmark überlebt hatte. Im Jahre 2018 wurde bekannt, dass Bibliothek bereits im Jahre 1926 zum Verkauf stand, da die Eigentümer in finanziellen Nöten waren. Sie blieb daher nicht bis 1945 insgesamt erhalten, wie Lemme im Jahr 2005 vermutete.:S. 12
Das alte Schloss mit dem zugehörigen Gelände ist in Privatbesitz und nicht zugänglich. Im Herbst 2016 wurde über einen möglichen Verkauf spekuliert.

### Neues Schloss Tylsen

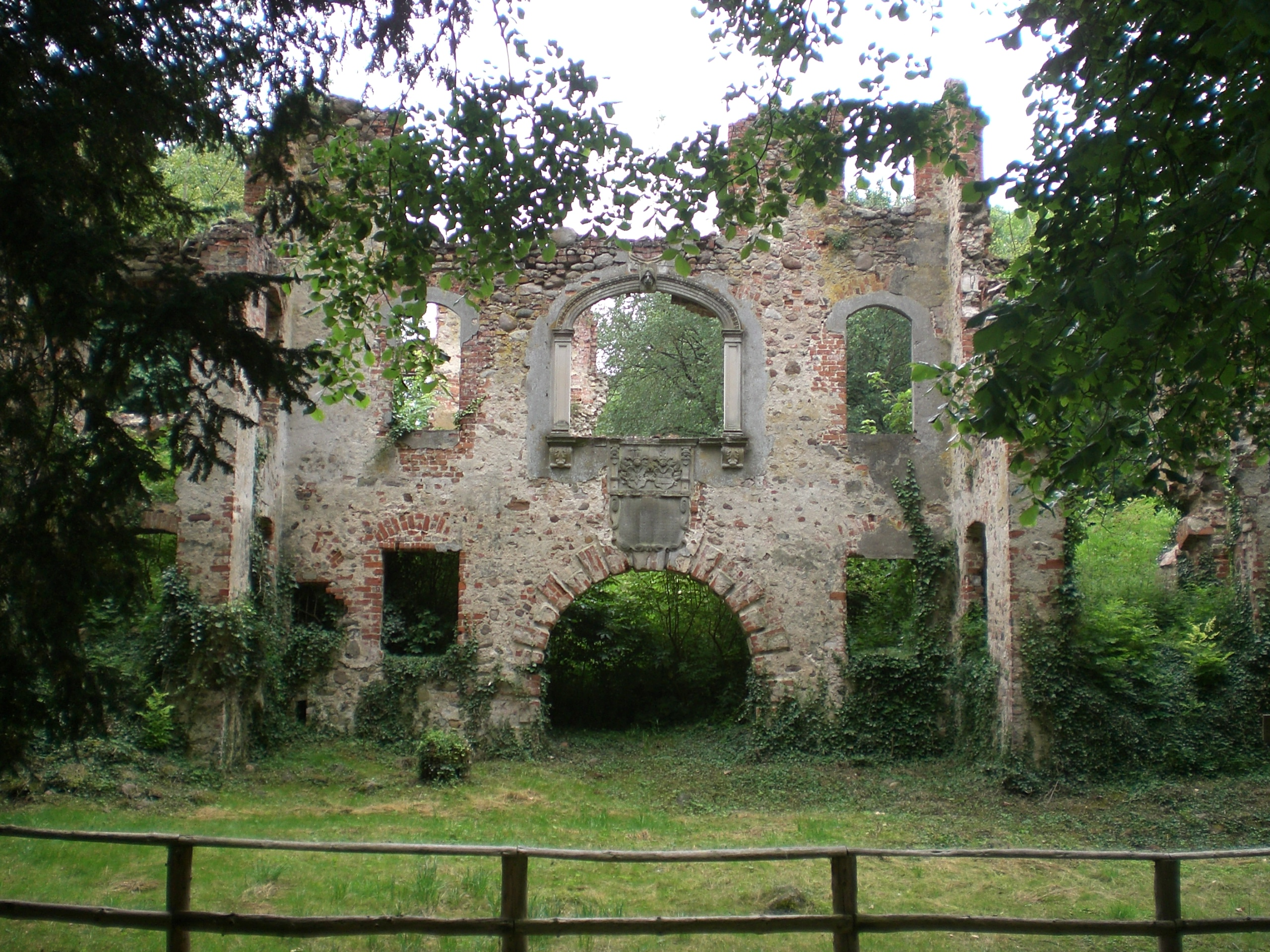
Ruine des Neuen Schlosses Tylsen

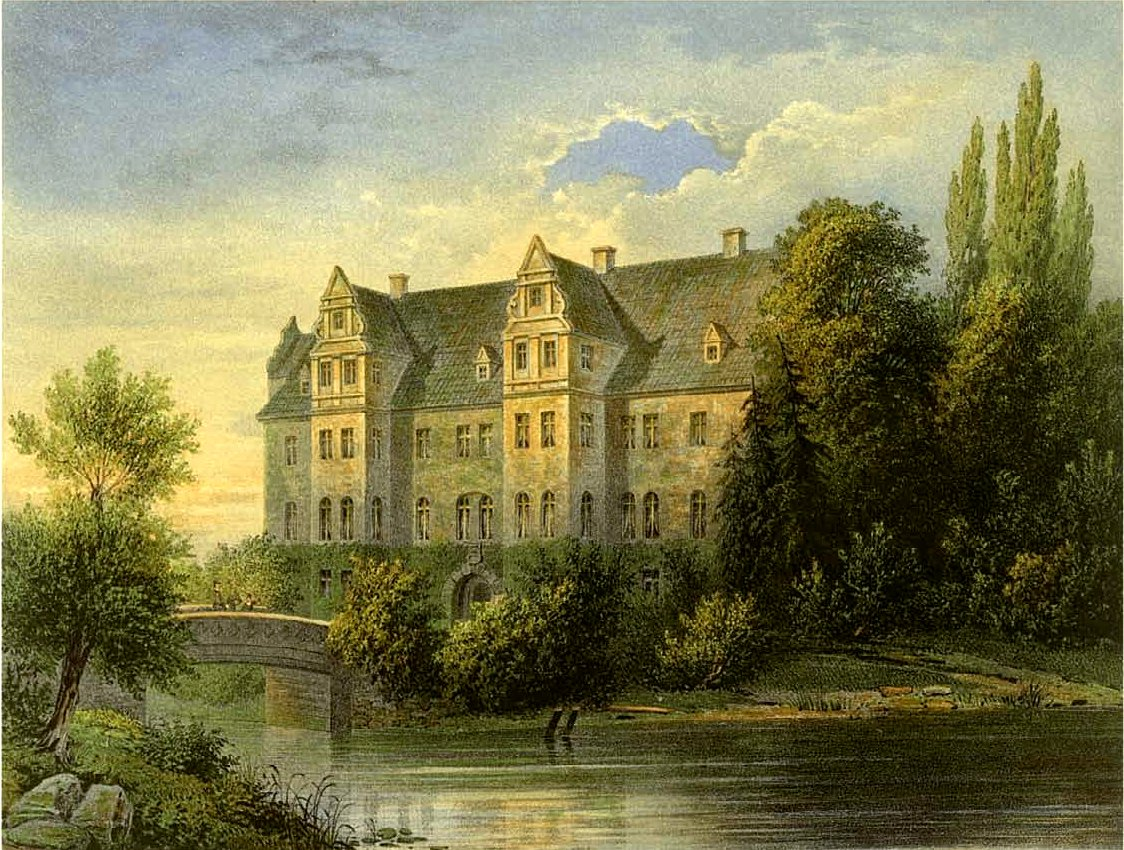
Schloss Tylsen im 19. Jahrhundert

Südlich der Burg stand das 1620–21 erbaute Neue Schloss Tylsen, ein prachtvolles Renaissance-Schloss, das nach dem Zweiten Weltkrieg im Jahr 1947 zur Gewinnung von Baumaterial für Neubauernhäuser abgerissen wurde und nur noch als Ruine vorhanden ist.:S. 15 Das Schloss war von einem Park umgeben, der ab 1945 verwilderte und heute unter Denkmalschutz steht.

### Herkunft des Ortsnamens

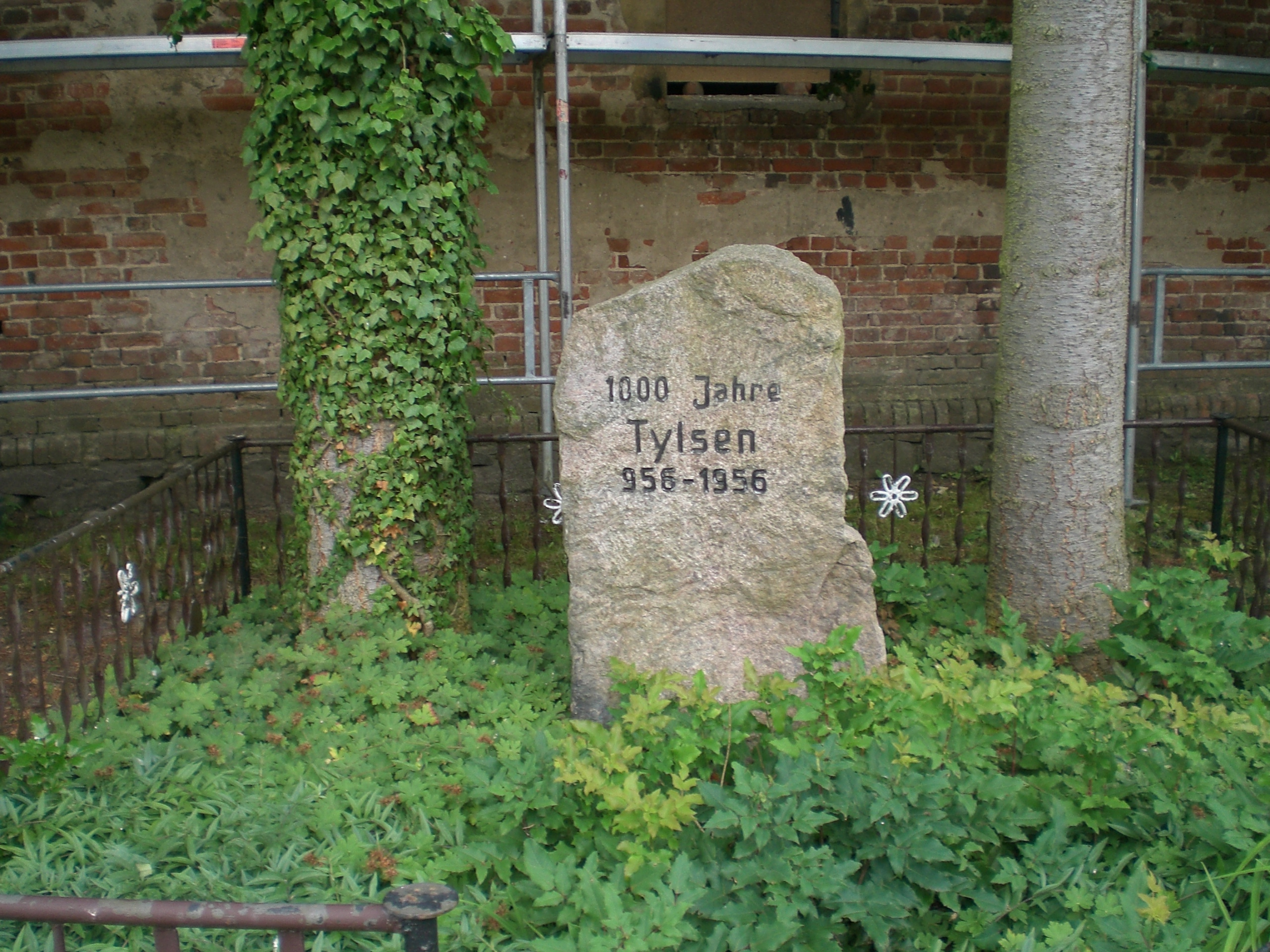
Gedenkstein 1000 Jahre Tylsen

Heinrich Sültmann leitet den Namen 956 villa tulci von den slawischen Worten „telka, tüölsa“ für „die Eule“ ab. Sinngemäß also „Dorf bei den Eulen“.:S. 1 Jürgen Udolph und Aleksander Brückner meinen hingegen, dass die Herleitung des Ortsnamens unklar sei, sicher sei nur sein slawischer Ursprung.

### Eingemeindungen

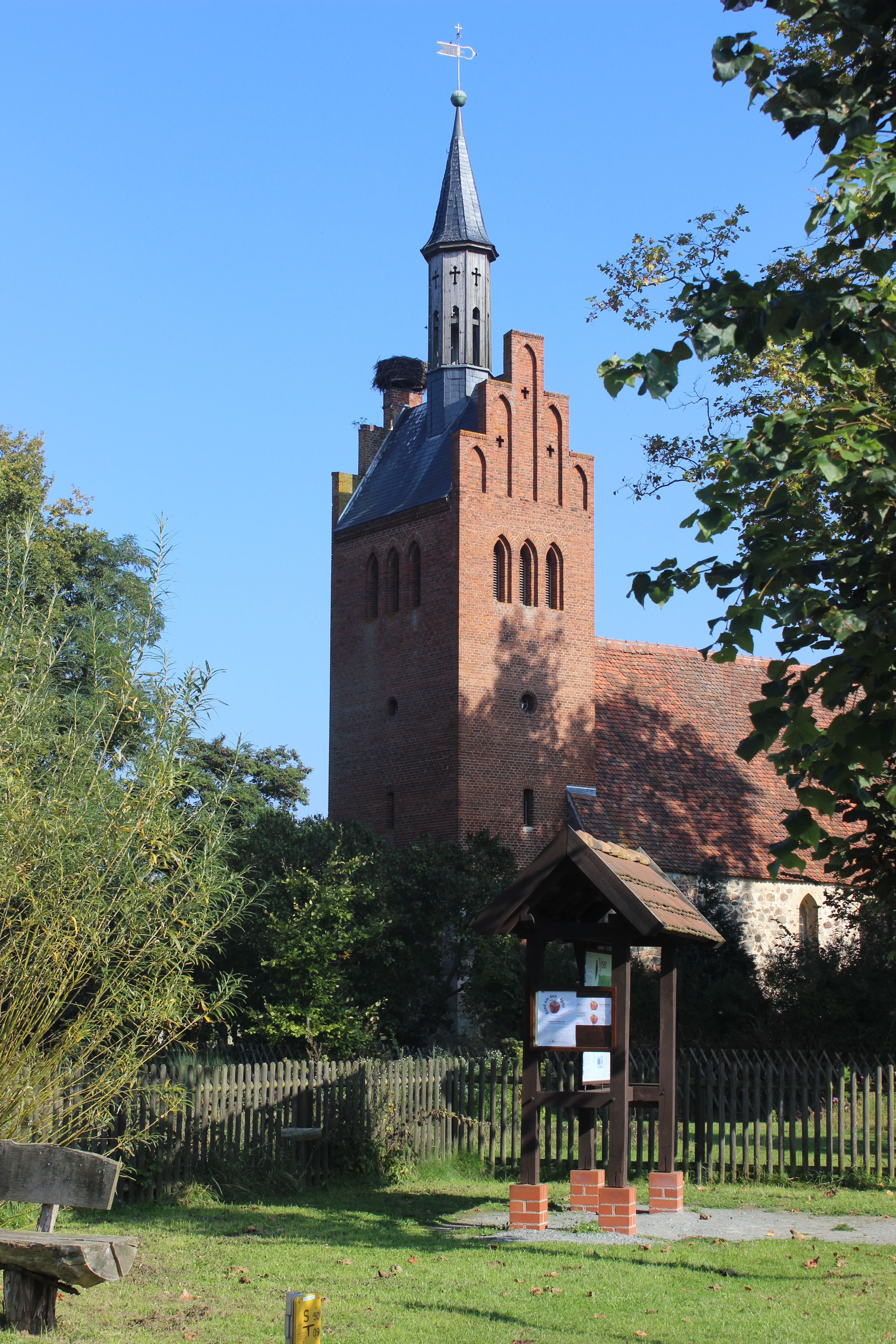
Dorfkirche Tylsen mit Infotafel

Ursprünglich gehörten Dorf und Gut zum Salzwedelischen Kreis der Mark Brandenburg in der Altmark. Zwischen 1807 und 1813 lagen sie im Stadtkanton Salzwedel auf dem Territorium des napoleonischen Königreichs Westphalen. Ab 1816 gehörten die Gemeinde und der spätere Gutsbezirk zum Kreis Salzwedel, dem späteren Landkreis Salzwedel.
Am 30. September 1928 wurde der Gutsbezirk Tylsen aufgelöst. Der Hauptteil vom Gutsbezirk und das Vorwerk Niephagen wurden mit der Landgemeinde Tylsen vereinigt. Das Vorwerk Wötz wurde mit der Landgemeinde Leetze vereinigt und die Exklave in der Feldmark Ellenberg mit der Landgemeinde Ellenberg.
Bei der Gebietsreform vom 25. Juli 1952 kam Tylsen in den neu entstandenen Kreis Salzwedel im Bezirk Magdeburg.
Bis Ende 2009 war Tylsen mit seinem Ortsteil Niephagen eine eigenständige Gemeinde und Mitglied der Verwaltungsgemeinschaft Salzwedel-Land.
Durch einen Gebietsänderungsvertrag beschloss der Gemeinderat der Gemeinde Tylsen am 11. Dezember 2008, dass die Gemeinde Tylsen in die Hansestadt Salzwedel eingemeindet wird. Dieser Vertrag wurde vom Landkreis als unterer Kommunalaufsichtsbehörde genehmigt und trat am 1. Januar 2010 in Kraft. Nach Eingemeindung der bisher selbstständigen Gemeinde Tylsen wurden Niephagen und Tylsen Ortsteile der Hansestadt Salzwedel. Für die eingemeindete Gemeinde wurde die Ortschaftsverfassung nach den §§ 86 ff. Gemeindeordnung Sachsen-Anhalt eingeführt. Die eingemeindete Gemeinde Tylsen und künftigen Ortsteile Niephagen und Tylsen wurden zur Ortschaft der aufnehmenden Hansestadt Salzwedel. In der eingemeindeten Gemeinde und nunmehrigen Ortschaft Tylsen wurde ein Ortschaftsrat mit fünf Mitgliedern einschließlich Ortsbürgermeister gebildet.

### Einwohnerentwicklung

#### Gemeinde
| Jahr | Einwohner |
| ---- | --------- |
| 1734 | 015       |
| 1774 | 128       |
| 1789 | 160       |
| 1798 | 100       |
| 1801 | 137       |
| 1818 | 228       |
| 1840 | 294       |
| 1864 | 130       |
| 1871 | 131       |

| Jahr | Einwohner |
| ---- | --------- |
| 1885 | 113       |
| 1895 | 085       |
| 1905 | 070       |
| 1910 | [00]064   |
| 1925 | 233       |
| 1939 | 226       |
| 1946 | 285       |
| 1964 | 214       |
| 1971 | 183       |

| Jahr | Einwohner |
| ---- | --------- |
| 1981 | 152       |
| 1985 | [00]135   |
| 1990 | [00]121   |
| 1993 | 124       |
| 1995 | [00]135   |
| 2000 | [00]140   |
| 2006 | [00]132   |
| 2008 | [00]132   |
| 2009 | [00]131   |

#### Ortsteil
| Jahr | Einwohner |
| ---- | --------- |
| 2010 | [00]87    |
| 2014 | [00]81    |
| 2015 | [00]83    |
| 2020 | [00]81    |
| 2021 | [00]81    |
| 2022 | [00]80    |
| 2023 | [0]76     |

#### Gut und Gutsbezirk
| Jahr | Einwohner |
| ---- | --------- |
| 1798 | 035       |
| 1840 | 096       |
| 1864 | 186       |
| 1871 | 101       |
| 1885 | 110       |
| 1895 | 128       |
| 1905 | 082       |
| 1910 | [00]120   |

Quelle, wenn nicht angegeben, bis 1993:

## Religion

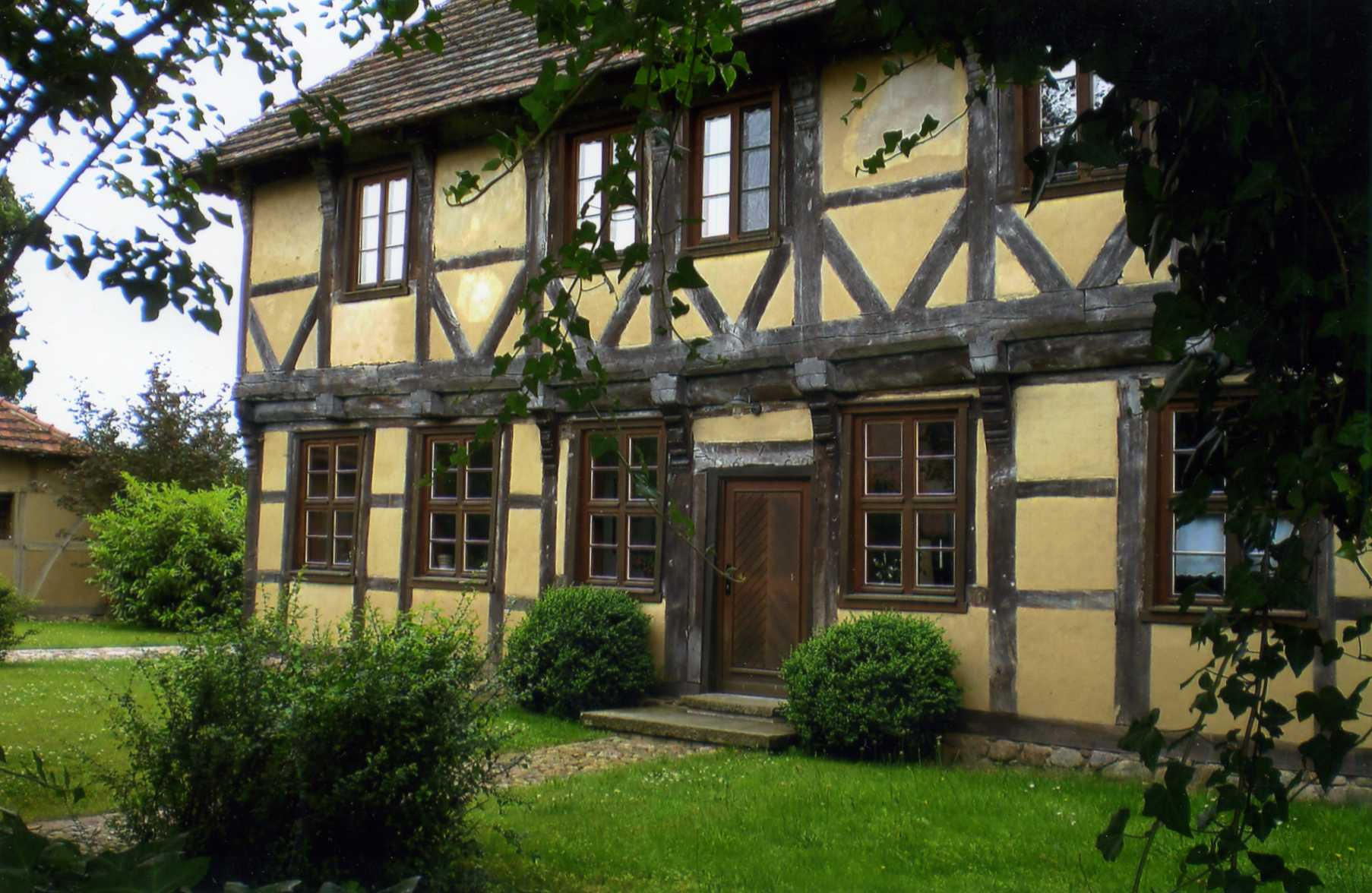
Ehemaliges Pfarrhaus (1600 erbaut)

Die evangelische Kirchengemeinde Tylsen, die früher zur Pfarrei Tylsen gehörte, wird heute betreut vom Pfarrbereich Diesdorf im Kirchenkreis Salzwedel im Bischofssprengel Magdeburg der Evangelischen Kirche in Mitteldeutschland.
Die ältesten überlieferten Kirchenbücher für Tylsen stammen aus dem Jahre 1663.
Die katholischen Christen gehören zur Pfarrei St. Laurentius in Salzwedel im Dekanat Stendal im Bistum Magdeburg.

## Politik

### Ortsbürgermeister
Dimitar Jabs ist seit Juli 2024 Ortsbürgermeister der Ortschaft Tylsen.
Seine Vorgänger waren:
- 2017–2024: Klaus-Dieter Schrader[39]
- 2016–2017: Matthias Schulz[40]
- 2010–2016: Sabine Blümel. Davor war sie Bürgermeisterin der Gemeinde Tylsen.[40]

### Ortschaftsrat
Bei der Ortschaftsratswahl am 9. Juni 2024 errang die Liste „Tylsen – das sind wir“ alle 5 Sitze, genau wie bei der Wahl 2019.
Es wurden zwei Frauen und drei Männer gewählt. Von 89 Wahlberechtigten hatten 75 ihre Stimme abgegeben, die Wahlbeteiligung betrug damit 84,27 Prozent.

## Kultur und Sehenswürdigkeiten

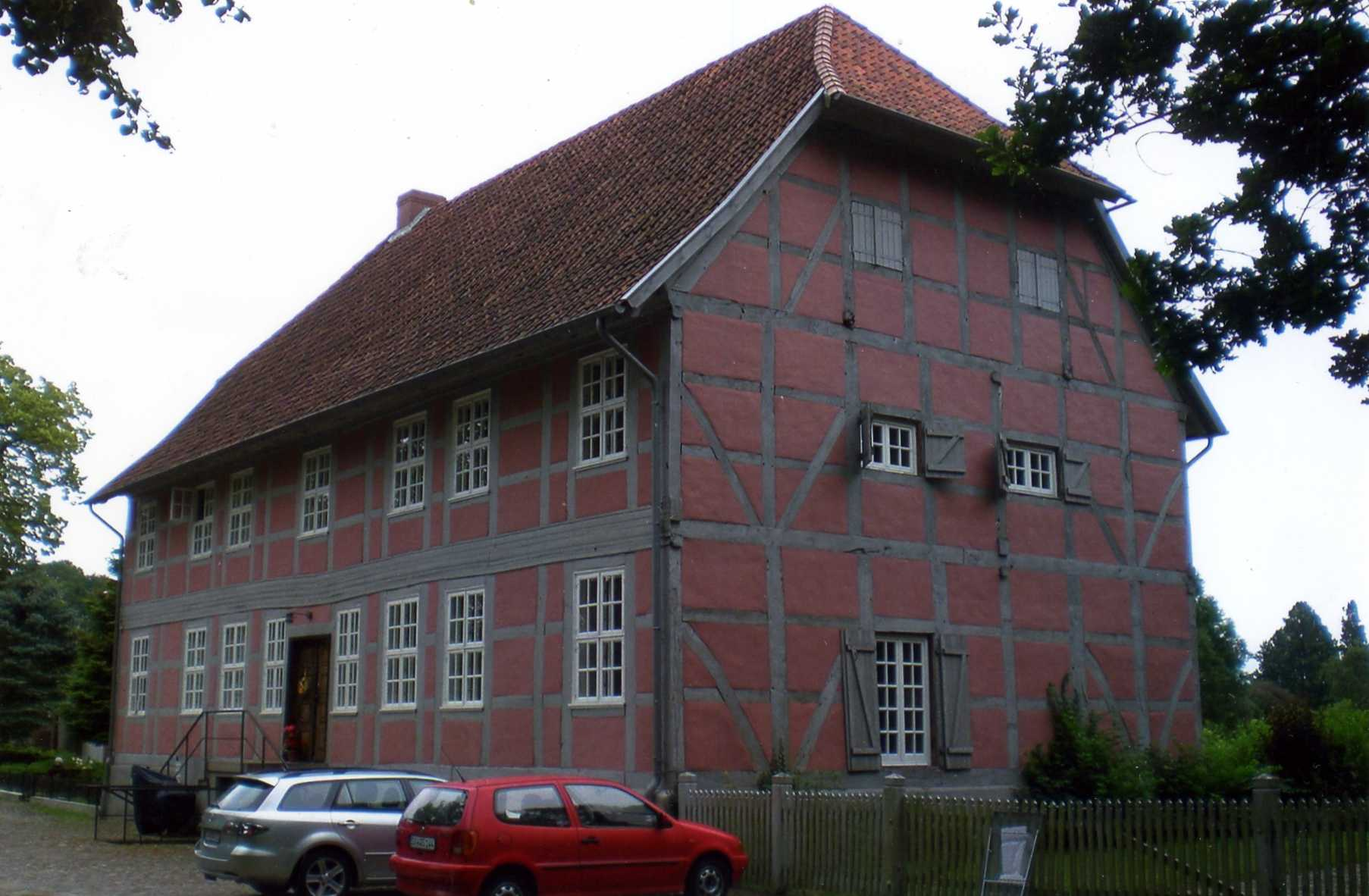
Verwalterhaus (1797 erbaut)

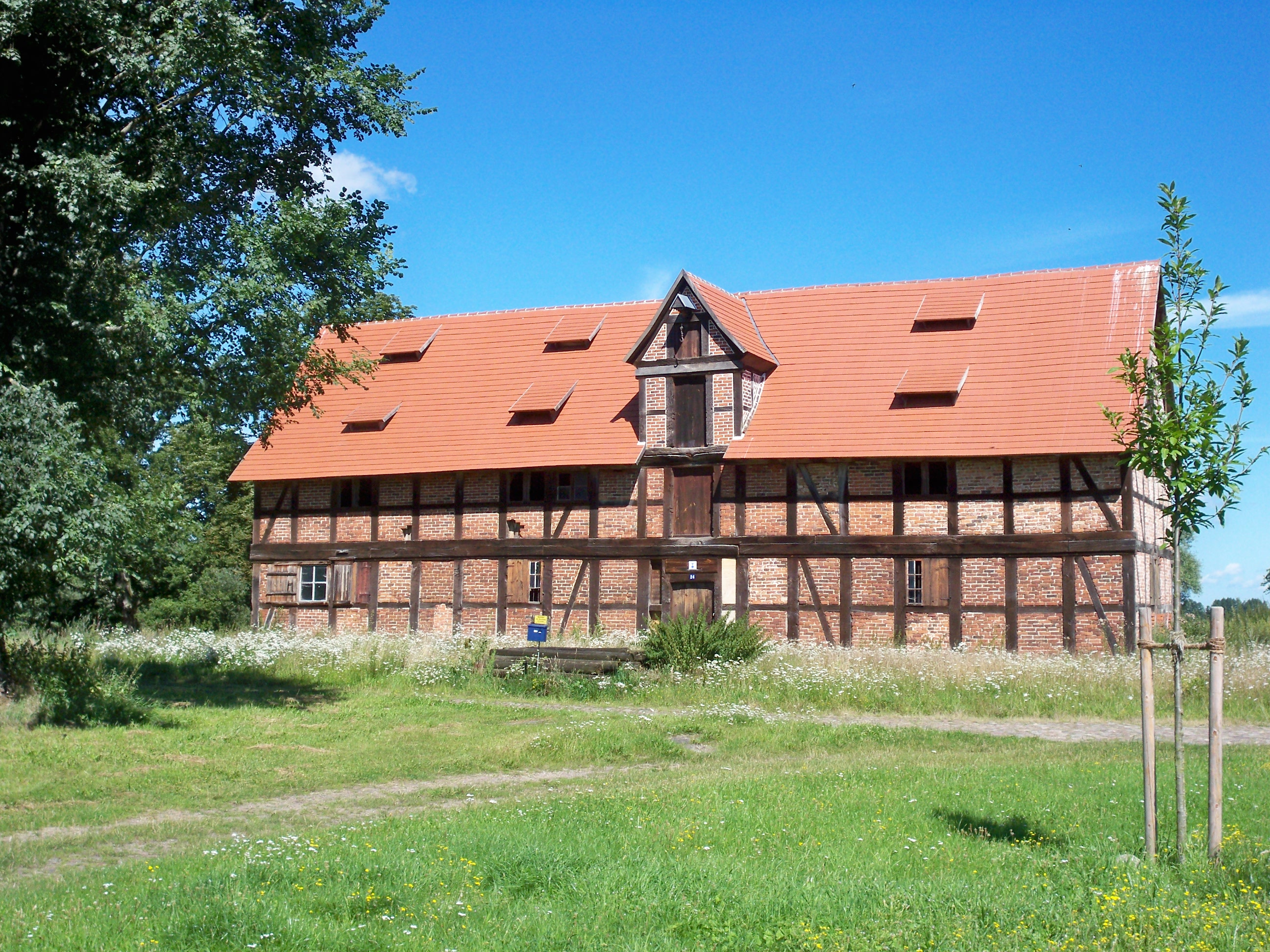
Gutsspeicher (um 1850)

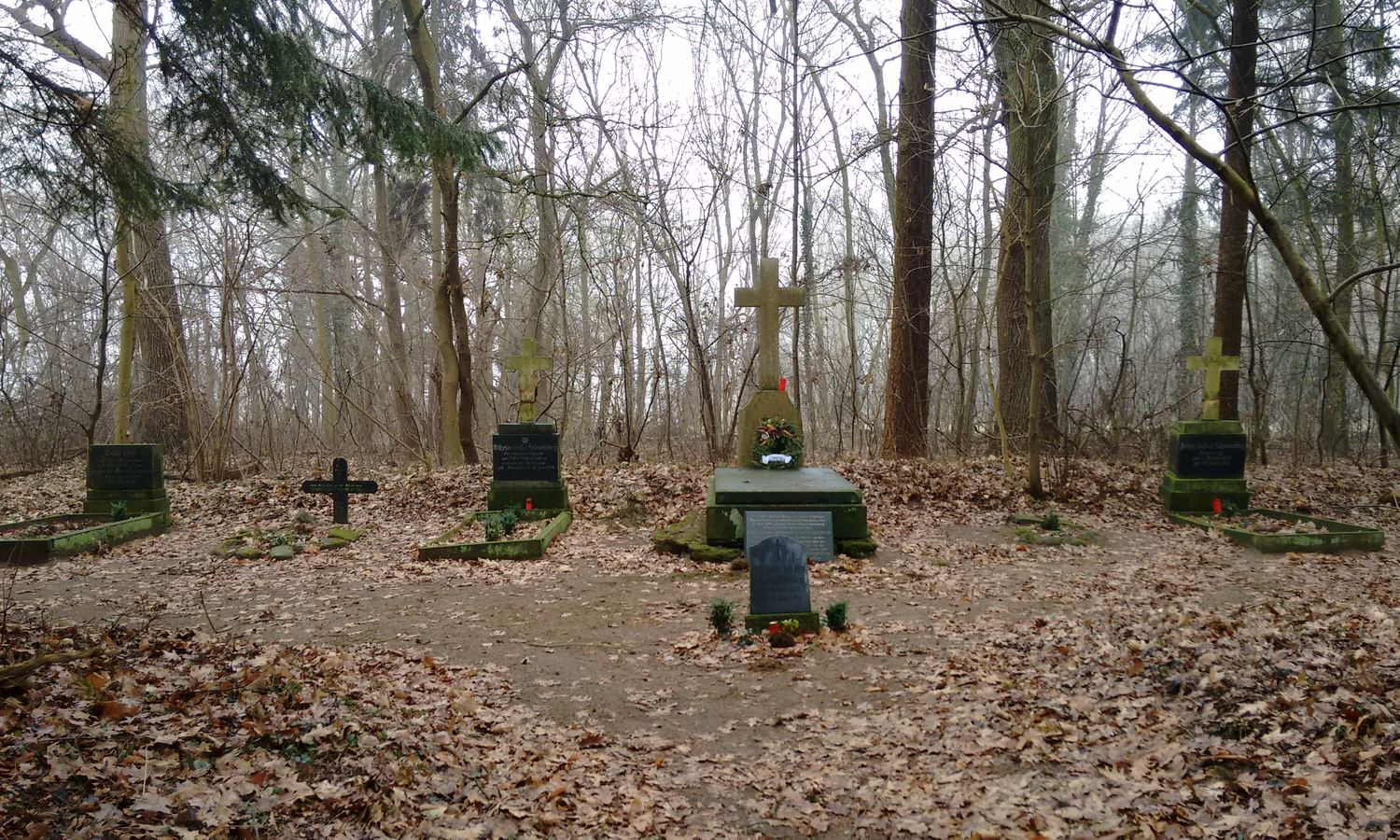
Friedhof mit Knesebeck-Milendonk- und Schulenburg-Gräbern

- Die evangelische Dorfkirche Tylsen ist ein mittelalterlicher Feldsteinbau. Der Westquerturm mit Treppengiebeln in den Formen der norddeutschen Backsteingotik mit achteckiger Laterne auf dem First stammt von 1859/60.[1]
- Sehenswert sind die Fachwerkhäuser, wie der Gutsspeicher, das ehemalige Pfarrhaus oder das Verwalterhaus.[16]
- In Tylsen steht an Dorfstraße ein Denkmal für die Gefallenen des Ersten Weltkrieges, ein Feldsteinsockel mit aufgesetztem Findling und krönendem Adler.[43]

### Vereine
Der 2003 von neu zugezogenen Dorfbewohnern gegründete Heimat- und Kulturverein Tylsen widmet sich der Förderung und Pflege von Naturschutz, Umweltschutz, Denkmalpflege und Kultur. Der Verein Lebensraum Land e. V. organisiert Schulprojekte zur Förderung von Kultur und ländlichem Leben.

### Sagen aus der Gegend um Tylsen

#### Riesensteine
Johannes Praetorius berichtet in seiner Weltbeschreibung über die erfolglose Belagerung der Stadt Salzwedel „vor Christi Geburt“. Auf der Stadtmauer standen Engel, die die Pfeile der Feinde auffingen und die Stadt beschützten. Die Brüder Grimm schreiben in ihrer Sage „Riesensteine“:

„Der Feldherr war darüber sehr erbittert, er zog er sein Schlachtschwert und sprach: »soll ich die Stadt nicht gewinnen, so gebe Gott, daß ich in diesen Stein haue, wie in einen Butterweck.« Als er nun hieb, gab der Stein nach, als ob er ganz weich wäre.“

So blieb der Stein an der Lagerstelle liegen, „gleich mitten auffn Wege zwischen Salzwedel und Tielsen“. Praetorius schreibt, dass er sich den Stein im Jahre 1649 selbst angesehen und betastet hatte. Er besaß in der Mitte eine tiefe konvexe Ritze, wie von einem Schwert erzeugt.

#### Das Herzgelag
Eine ähnliche Geschichte überlieferte Heinrich Pröhle im Jahr 1863 in einer Sage über „Steine und Felder“. Auf einem Feld zwischen „Tielsen und Salzwedel“ namens „Herzgelag“ befand sich ein roter Kieselstein, „wie eine große Trommel“. In dem Stein war eine Kerbe. Es wurde erzählt, Heinrich der Löwe habe eine Fehde mit der Stadt Salzwedel gehabt und er habe mit dem Schwert in den Stein gehauen, dadurch sei die Kerbe entstanden. Das Feld soll eigentlich „Herzogslager“ bedeuten. Im „Altmärkischen Sagenschatz“ ist die Sage unter dem Titel „Das Herzgelag“ überliefert.

## Persönlichkeiten

### In Tylsen geboren
- Thomas von dem Knesebeck (1594–1658), brandenburgischer Staatsmann
- Hempo von dem Knesebeck (1595–1656), anhaltinischer Hofmeister
- Levin von dem Knesebeck (1597–1638), brandenburgischer Staatsmann
- Thomas von dem Knesebeck (1628–1689), brandenburgischer Staatsmann
- Erich von dem Knesebeck-Milendonck (1844–1907), Gutsbesitzer und Landrat des Kreises Ruppin
- Waldemar von dem Knesebeck-Milendonck (1847–1906), preußischer Rittmeister

### Sonstige mit dem Ort verbundene Persönlichkeiten
In den 1980er und 1990er Jahren lebte und arbeitete die Grafikerin Johanna Bartl in Tylsen.